# Temesbökény

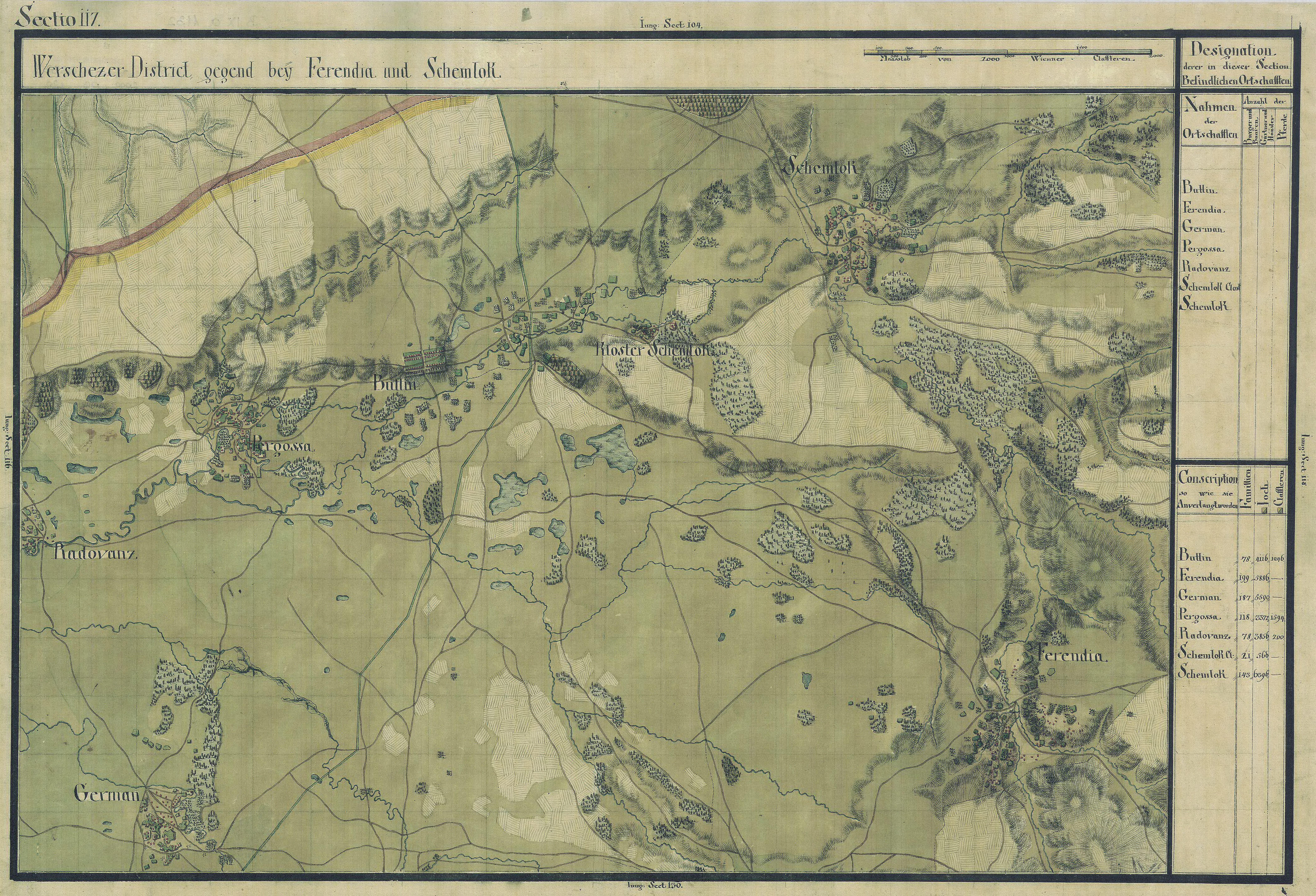
Temesbökény egy régi térképen

Temesbökény, románul: Butin, szlovákul: Butin, település Romániában, a Bánságban, Temes megyében.

## Fekvése
Dentától délkeletre, a Moravica jobb partján fekvő település.

## Története
Temesbökény, Bajton a középkorban Krassó vármegyéhez tartozott. Nevét 1353-ban Tompa fia Andree de Boytun nevében említette először oklevél. 1364-ben Bayton, 1479-ben Bwthyn, 1808-ban Butyin val., 1888-ban Temes-Buttyin, 1913-ban Temesbökény néven írták.
1353-ban Bajtoni Tompa tiltakozott a birtokán, Berkeszen történt rablás miatt. 1472-ben kenezius de Felsew Baythyn mint Borzlyuk város szomszédosa Garai Jób embere volt.
Az 1717. évi kamarai jegyzékben Budschin néven fordult elő, 23 házzal. A gróf Mercy-féle térképen Puthin néven, a verseczi kerületben fekvő helység. Az 1761-es térképen a mai község helyén két egymás mellett fekvő és óhitűektől lakott helység: Putin és Piethin található.
1816-ban a báró Heller család kapta adományként az itteni nemesi birtokot, melyet 1855-ig birtokolt. A falu 1835-ben országos- és hetivásárok, 1836-ban ismét országos vásárok tartására nyert szabadalmat. 1855-ben a gróf Bissingen-Nippenburg Nándor Gáspár birtokába került. Utána fia Ernő Nándor császári és királyi kamarás, volt országgyűlési képviselő örökölte.  A községbeli kastélyt gróf Bissingen-Nippenburg Nándor építtette.
A trianoni békeszerződés előtt Temes vármegye Dettai járásához tartozott.
1910-ben 1071 lakosából 417 szlovák, 211 magyar, 193 román, 126 német volt. Ebből 516 evangélikus, 276 görögkeleti ortodox, 255 római katolikus  volt.

## Nevezetességek
- Görög keleti román fatemploma a 18. század. század közepéről való
- Az 1862-ben épült evangélikus templom és a 19. századi parókia a romániai műemlékek jegyzékén a TM-II-a-B-20994 sorszámon szerepelnek.[1]